# 13.º distrito congresional de Ohio
El 13.º distrito congresional es un distrito congresional que elige a un Representante para la Cámara de Representantes de los Estados Unidos por el estado de Ohio.  Según la Oficina del Censo, en 2011 el distrito tenía una población de 645 093 habitantes. Actualmente el distrito está representado por el Demócrata Tim Ryan.

## Geografía
El 13.º distrito congresional se encuentra ubicado en las coordenadas 41°8′59″N 80°58′43″O / 41.14972, -80.97861.

## Demografía
Según la Oficina del Censo de los Estados Unidos, en 2011 había 645 093 personas residiendo en el 13.º distrito congresional. De los 645 093 habitantes, el distrito estaba compuesto por 543 717 (84.3%) blancos; de esos, 531 250 (82.4%) eran blancos no latinos o hispanos. Además 77 352 (12%) eran afroamericanos o negros, 1 571 (0.2%) eran nativos de Alaska o amerindios, 11 995 (1.9%) eran asiáticos, 139 (0%) eran nativos de Hawái o isleños del Pacífico, 8 587 (1.3%) eran de otras razas y 14 199 (2.2%) pertenecían a dos o más razas. Del total de la población 29 456 (4.6%) eran hispanos o latinos de cualquier raza; 8 481 (1.3%) eran de ascendencia mexicana, 17 544 (2.7%) puertorriqueña y 155 (0%) cubana. Además del inglés, 938 (2.8%) personas mayor a cinco años de edad hablaban español perfectamente.
El número total de hogares en el distrito era de 258 237, y el 67% eran familias en la cual el 29 tenían menores de 18 años de edad viviendo con ellos. De todas las familias viviendo en el distrito, solamente el 49.4% eran matrimonios. Del total de hogares en el distrito, el 4.7 eran parejas que no estaban casadas, mientras que el 0.4% eran parejas del mismo sexo. El promedio de personas por hogar era de 2.46. 
En 2011 los ingresos medios por hogar en el distrito congresional eran de US$48 800, y los ingresos medios por familia eran de US$77 670. Los hogares que no formaban una familia tenían unos ingresos de US$92 891. El salario promedio de tiempo completo para los hombres era de US$48 303 frente a los US$37 351 para las mujeres. La renta per cápita para el distrito era de US$26 683. Alrededor del 11.3% de la población estaban por debajo del umbral de pobreza.
| Representante                      | Partido         | Congreso(s)   | Año(s)                                       | Notas                                                                       |
| Distrito creado 4 de marzo de 1823 |                 |               |                                              |                                                                             |
| Elisha Whitllesey \|               | Adams-Clay      | 18.º Congreso | 4 de marzo de 1823 - 3 de marzo de 1825      | Reorganización districtual a 16.º Distrito                                  |
| Elisha Whitllesey \|               | Adams           | 19.º-20.º     | 4 de marzo de 1825 - 3 de marzo de 1829      | Reorganización districtual a 16.º Distrito                                  |
| Elisha Whitllesey \|               | Anti-Jacksonian | 21.º-22.º     | 4 de marzo de 1892 - 3 de marzo de 1833      | Reorganización districtual a 16.º Distrito                                  |
| David Spangler                     | Anti-Jacksonian | 23.º-24.º     | 4 de marzo de 1833 - 3 de marzo de 1837      |                                                                             |
| Daniel P. Leadbetter               | Demócrata       | 25.º–26.º     | 4 de marzo de 1837 – 3 de marzo de 1841      |                                                                             |
| James Mathews                      | Demócrata       | 27.º          | 4 de marzo de 1841 – 3 de marzo de 1843      | Reorganización districtual a 16.º Distrito                                  |
| Perley B. Johnson                  | Whig            | 28.º          | 4 de marzo de 1843 – 3 de marzo de 1845      |                                                                             |
| Isaac Parrish                      | Demócrata       | 29.º          | 4 de marzo de 1845 – 3 de marzo de 1847      |                                                                             |
| Thomas Ritchey                     | Demócrata       | 30.º          | 4 de marzo de 1847 – 3 de marzo de 1849      |                                                                             |
| William A. Whittlesey              | Demócrata       | 31.º          | 4 de marzo de 1849 – 3 de marzo de 1851      |                                                                             |
| James M. Gaylord                   | Demócrata       | 32.º          | 4 de marzo de 1851 – 3 de marzo de 1853      |                                                                             |
| William D. Lindsley                | Demócrata       | 33.º          | 4 de marzo de 1853 – 3 de marzo de 1855      |                                                                             |
| John Sherman                       | Oposición       | 34.º          | 4 de marzo de 1855 – 3 de marzo de 1857      | Renunció después de ser elegido para el Senado de EE. UU.                   |
| John Sherman                       | Republicano     | 35.º–37.º     | 4 de marzo de 1857 – 21 de marzo de 1861     | Renunció después de ser elegido para el Senado de EE. UU.                   |
| Samuel T. Worcester                | Republicano     | 37.º          | 4 de julio de 1861 – 3 de marzo de 1863      |                                                                             |
| John O'Neill                       | Demócrata       | 38.º          | 4 de marzo de 1863 – 3 de marzo de 1865      |                                                                             |
| Columbus Delano                    | Republicano     | 39.º          | 4 de marzo de 1865 – 3 de marzo de 1867      |                                                                             |
| George W. Morgan                   | Demócrata       | 40.º          | 4 de marzo de 1867 – 3 de junio de 1868      | Perdió elecciones impugnadas                                                |
| Columbus Delano                    | Republicano     | 40.º          | 3 de junio de 1868 – 3 de marzo de 1869      | Ganó elecciones impugnadas                                                  |
| George W. Morgan                   | Demócrata       | 41.º–42.º     | 4 de marzo de 1869 – 3 de marzo de 1873      |                                                                             |
| Milton I. Southard                 | Demócrata       | 43.º–45.º     | 4 de marzo de 1873 – 3 de marzo de 1879      |                                                                             |
| Adoniram J. Warner                 | Demócrata       | 46.º          | 4 de marzo de 1879 – 3 de marzo de 1881      |                                                                             |
| Gibson Atherton                    | Demócrata       | 47.º          | 4 de marzo de 1881 – 3 de marzo de 1883      | Reorganización districtual a 14.º Distrito                                  |
| George L. Converse                 | Demócrata       | 48.º          | 4 de marzo de 1883 – 3 de marzo de 1885      | Reorganización districtual a 21.º Distrito                                  |
| Joseph H. Outhwaite                | Demócrata       | 49.º–51.º     | 4 de marzo de 1885 – 3 de marzo de 1891      | Reorganización districtual a 9.º Distrito                                   |
| James I. Dungan                    | Demócrata       | 52.º          | 4 de marzo de 1891 – 3 de marzo de 1893      |                                                                             |
| Darius D. Hare                     | Demócrata       | 53.º          | 4 de marzo de 1893 – 3 de marzo de 1895      | Reorganización districtual a 8.º Distrito                                   |
| Stephen Ross Harris                | Republicano     | 54.º          | 4 de marzo de 1895 – 3 de marzo de 1897      |                                                                             |
| James A. Norton                    | Demócrata       | 55.º–57.º     | 4 de marzo de 1897 – 3 de marzo de 1903      |                                                                             |
| Amos H. Jackson                    | Republicano     | 58.º          | 4 de marzo de 1903 – 3 de marzo de 1905      |                                                                             |
| Grant E. Mouser                    | Republicano     | 59.º–60.º     | 4 de marzo de 1905 – 3 de marzo de 1909      |                                                                             |
| Carl C. Anderson                   | Demócrata       | 61.º–62.º     | 4 de marzo de 1909 – 1 de octubre de 1912    | Muerte                                                                      |
| John A. Key                        | Demócrata       | 63.º          | 4 de marzo de 1913 – 3 de marzo de 1915      | Reorganización districtual a 8.º Distrito                                   |
| Arthur W. Overmyer                 | Demócrata       | 64.º–65.º     | 4 de marzo de 1915 – 3 de marzo de 1919      |                                                                             |
| James T. Begg                      | Republicano     | 66.º–70.º     | 4 de marzo de 1919 – 3 de marzo de 1929      |                                                                             |
| Joseph E. Baird                    | Republicano     | 71.º          | 4 de marzo de 1929 – 3 de marzo de 1931      |                                                                             |
| William L. Fiesinger               | Demócrata       | 72.º–74.º     | 4 de marzo de 1931 – 3 de enero de 1937      |                                                                             |
| Dudley A. White                    | Republicano     | 75.º–76.º     | 3 de enero de 1937 – 3 de enero de 1941      |                                                                             |
| Albert David Baumhart, Jr.         | Republicano     | 77.º          | 3 de enero de 1941 – 2 de septiembre de 1942 | Renunció después de recibir una comisión en la Marina de los Estados Unidos |
| Alvin F. Weichel                   | Republicano     | 78.º–83.º     | 3 de enero de 1943 – 3 de enero de 1955      |                                                                             |
| Albert David Baumhart, Jr.         | Republicano     | 84.º–86.º     | 3 de enero de 1955 – 3 de enero de 1961      |                                                                             |
| Charles Adams Mosher               | Republicano     | 87.º–94.º     | 3 de enero de 1961 – 3 de enero de 1977      |                                                                             |
| Don Pease                          | Demócrata       | 95.º–102.º    | 3 de enero de 1977 – 3 de enero de 1993      |                                                                             |
| Sherrod Brown                      | Demócrata       | 103.º–109.º   | 3 de enero de 1993 – 3 de enero de 2007      | Se retiró para convertirse en senador de EE. UU. Ohio                       |
| Betty Sutton                       | Demócrata       | 110.º– 112.º  | 3 de enero de 2007 – 3 de enero de 2013      | Reorganización districtual a 16.º Distrito y perdió la reelección allí      |
| Tim Ryan                           | Demócrata       | 113.º–        | 3 de enero de 2013 –                         | Reorganización districtual a 17.º Distrito                                  |